# The Miser's Heart
The Miser's Heart é um filme mudo norte-americano em curta-metragem, do gênero dramático, dirigido por D. W. Griffith em 1911 e estrelado por Blanche Sweet. O filme foi filmado em Fort Lee, Nova Jérsei. Cópias do filme encontram-se conservadas.

## Elenco
- Linda Arvidson
- Lionel Barrymore
- William J. Butler
- Donald Crisp
- Adele DeGarde
- Edward Dillon
- Frank Evans
- Edith Haldeman
- Robert Harron
- Adolph Lestina
- Wilfred Lucas
- Charles Hill Mailes
- Alfred Paget
- W. C. Robinson
- Ynez Seabury
- Blanche Sweet
- Kate Toncray
- J. Waltham